# Cuautempan
Cuautempan är en kommun i Mexiko.   Den ligger i delstaten Puebla, i den sydöstra delen av landet, 150 km öster om huvudstaden Mexico City. Arean är 85 kvadratkilometer.
Terrängen i Cuautempan är bergig österut, men västerut är den kuperad.
Följande samhällen finns i Cuautempan:
- Tenepanigia
- Vista Hermosa
- Cerro Verde
- Totomoxtla
- Tlapacholoya
- Ahuatlán
- Tepizila
- Papalotla
- San José Río Bravo
- Tecapagco
- Taltzontipan
- Totocuautla
- Texocotitán